# Ghiacciaio Roe
Il Ghiacciaio Roe (in lingua inglese: Roe Glacier) è un ghiacciaio tributario antartico, lungo circa 18 km, che fluisce in direzione nordovest attraverso le Tapley Mountains, catena montuosa che fa parte dei Monti della Regina Maud, in Antartide, per andare a confluire nel Ghiacciaio Scott appena a sud del Monte Durham. 
Fu mappato dalla United States Geological Survey (USGS) sulla base di ispezioni in lo e foto aeree scattate dalla U.S. Navy nel periodo 1960-64. 
La denominazione fu assegnata dall'Advisory Committee on Antarctic Names (US-ACAN) in onore di Derrell M. Roe, membro del gruppo che passò le estati del 1963-64 e 1964-65 alla Stazione McMurdo e ingegnere della stessa stazione durante l'inverno 1966.